# Миклюков, Владимир Михайлович
Владимир Михайлович Миклюко́в (7 января 1944 в селе Раскатиха Свердловской области — 1 октября 2013) — российский математик, ученик Г. Д. Суворова, специалист в области математического анализа и теории функций, создатель научной лаборатории «Сверхмедленные процессы».

## Биография
В 1968 после окончания физико-математического факультета Донецкого государственного университета поступил в аспирантуру Донецкого Вычислительного центра АН УССР, где под руководством академика Г. Д. Суворова защитил кандидатскую диссертацию по теории квазиконформных отображений в пространстве в 1970.
С 1970 по 1973, годы исследований в Донецком Вычислительном центе АН УССР, концентрировался на проблемах устранения особенностей и существования угловых граничных значений отображений с обобщёнными производными; вопросах устойчивости квазиконформных отображений шара на шар; существовании квазиконформных отображений с неограниченными характеристиками. Затем он продолжил свою карьеру в должности доцента Тюменского Государственного университета. Специализируясь в области квазиконформных отображений, он заинтересовался изучением нелинейных дифференциальных уравнений эллиптического типа.
В 1981 в Национальной академии наук Украины (Киев) была защищена докторская диссертация посвящённая ёмкостным методам в задачах нелинейного анализа.
В том же году В. М. Миклюкову было присвоено звание профессора и поручено заведование кафедрой математического анализа и теории функций в только что открывшемся Волгоградском государственном университете. Новый объём исследований включал вопросы протяжённости минимальных трубок и лент в евклидовом и псевдоевклидовом пространствах; исследования пространственноподобных трубок и лент нулевой средней кривизны, их устойчивости/неустойчивости при малых искажениях, времени существования, ветвление, связи между точками ветвления и лоренцево инвариантными характеристиками поверхностей; изучение теорем типа Фрагмена-Линделефа для дифференциальных форм; теорем типа Альфорса для дифференциальных форм с конечным/бесконечным числом различных асимптотических трактов; теорем типа теоремы Вимана для квазирегулярных отображений многообразий; применение изопериметрических методов в принципе Фрагмена-Линделефа для квазирегулярных отображений многообразий
1998—2000 В. М. Миклюков работал в должности приглашённого профессора в Университете Бригама Янга (Юта, США). Затем в 2004 продолжил свои исследования в областях математической теории сверхмедленных процессов и дифференциальных форм в микро- и нанопотоках. В процессе этих исследований под руководством В. М. Миклюкова была основана Лаборатория сверхмедленных процессов на базе Волгоградского государственного университета, в работе которой в настоящее время принимают участие не только математики, но и представители других наук.
В последние годы область научных интересов В. М. Миклюкова включала минимальные поверхности в евклидовом и псевдоевклидовом пространствах, дифференциальные уравнения нелинейного эллиптического типа с частными производными, квазиконформные отображения, математические проблемы связанные с теорией микро- и нанопотоков. Такие задачи нуждаются в логических конструкциях, теснейшим образом связанных с исследованиями функций в анизотропных и нерегулярных пространствах, анализом сверхмедленных процессов, изучением новых граничных проблем для решений и почти-решений нелинейных дифференциальных уравнений и т. д.

## Список печатных работ В. М. Миклюкова

### Монографии
- «Conformal Maps of Nonsmooth Surfaces and Their Applications». Exlibris Corporation, Philadelphia, 2008, ISBN 978-1-4363-3693-2(Hardcover), ISBN 978-1-4363-3692-5(Softcover);[6]
- «Введение в негладкий анализ». 2-е издание. Волгоград: изд-во ВолГУ, 2008, ISBN 978-5-9669-0457-9;
- «Геометрический анализ. Дифференциальные формы, почти-решения, почти квазиконформные отображения». Волгоград: изд-во ВолГУ, 2007, ISBN 978-5-9669-0268-1;
- «Введение в негладкий анализ». Волгоград: изд-во ВолГУ, 2006, ISBN 5-9669-0209-7;
- «Конформное отображение нерегулярной поверхности и его применения» Волгоград: изд-во ВолГУ, 2005, ISBN 5-9669-0071-X;
- «Трубки и ленты в пространстве-времени» (с В. А. Клячиным). Юбилейная серия «Труды ученых ВолГУ». Волгоград: изд-во ВолГУ, 2004, ISBN 5-85534-971-3;

### Сборники публикаций Лаборатории сверхмедленных процессов
- "Записки семинара «Сверхмедленные процессы». Вып. IV. Волгоград: изд-во ВолГУ, 2009, ISBN 978-5-9669-0622-1;
- "Записки семинара «Сверхмедленные процессы». Вып. III. Волгоград: изд-во ВолГУ, 2008, ISBN 978-5-9669-0508-8;
- "Записки семинара «Сверхмедленные процессы». Вып. II. Волгоград: изд-во ВолГУ, 2007, ISBN 978-5-9669-0334-3;
- "Записки семинара «Сверхмедленные процессы». Вып. I. Волгоград: изд-во ВолГУ, 2006, ISBN 5-9669-0163-5;

### Статьи
Полный список научных работ В. М. Миклюкова доступен на Geomanalysis.com (недоступная ссылка).